# 2016年の国際連合事務総長の選出
2016年の国際連合事務総長の選出は、潘基文の後任となる第9代国連事務総長を選出するために実施された。
2016年7月21日から10月5日まで、安全保障理事会で6回の事前投票が行われた。全てのラウンドでリードしていたポルトガルのアントニオ・グテーレスが、最終ラウンドでは奨励票13、落胆票0、棄権2を獲得した。2016年10月6日、安全保障理事会は全会一致でグテーレスを国連総会に推薦し、総会は10月13日に満場一致でグテーレスを正式に事務総長に選出した。
2016年の選考は、それまでの選考と比べると遥かに開かれたものとなった。一般からの推薦を募り、候補者はテレビ討論会に参加した。
これまでに女性が事務総長を務めたことがなく、また東ヨーロッパグループは国連の地域グループの中で唯一事務総長を出したことがなかったため、下馬評では女性と東欧出身者が有利とされていた。しかし、女性を推すキャンペーンと、東欧出身者を推すキャンペーンとが相殺し合い、選出されたのは、候補者の中で唯一、女性にも東欧出身者にも該当しないグテーレスだった。

## 背景
事務総長の選出を規定する正式な規則はほぼ存在しない。唯一の指針となる文言である国際連合憲章第97条には、「事務総長は、安全保障理事会の勧告に基いて総会が任命する。」とだけ記されている。これは最低限の規定であり、プロセスの詳細は手続き規則や慣習によって補完されてきた。事務総長候補の勧告は安全保障理事会しか行えないため、常任理事国5か国は事務総長の選出に際して拒否権を行使できる。
潘基文事務総長（当時）は、2016年12月31日に2期目の任期を終えるが、事務総長の任期は2期までという非公式に存在するルールにより退任することとなった。地域グループのローテーションの原則により、アジアからの候補者は潘の後継になる資格がなかった。東ヨーロッパグループは、国連の地域グループの中で唯一、事務総長を出したことがないことから、2016年の選考では有利に進められた。しかし、ウクライナ紛争をめぐるロシアと西欧3か国の常任理事国との間の緊張関係から、東欧系の候補者をめぐってデッドロックに陥る可能性が出てきた。その結果、2016年の選考は1981年以降で最もオープンな選考となった。東ヨーロッパグループ、西ヨーロッパ・その他グループ、ラテンアメリカ・カリブ海グループの3つの地域グループからの候補者が検討された。
また、国連発足以来、女性が事務総長に選ばれたことはなかった。2015年12月、モーエンス・リュッケトフト総会議長とサマンサ・パワー安保理議長は、全加盟国に向けて共同書簡を書き、男性だけでなく女性の候補者も推薦するように促した。国際女権運動団体イクオリティ・ナウは、女性事務総長を推すキャンペーン"Time for a Woman"を開始した。2016年には、これまでの選考よりも多くの女性候補者が指名された。

## 改革
歴史的に、事務総長選出のプロセスは、ローマ教皇のコンクラーヴェに例えられるほど秘密裏に行われてきた。立候補を希望する外交官は、安全保障理事会のメンバーに働きかけて、自らの立候補をアピールした。安全保障理事会の協議室で無記名投票が行われ、投票結果は公表されなかった。報道される情報は全てリークという形で行われた。
このプロセスの不透明さを批判する声もある。シンガポールのサイモン・チェスターマンは『ザ・ストレーツ・タイムズ』紙への寄稿で、国連のような重要な組織では、「P5（常任理事国）が許容する最低限度の共通項でリーダーを選ぶことは十分ではない」と論じている。また、ワン・フォー・セブンビリオン・キャンペーンやジ・エルダーズなどのNGOも、より透明性の高いプロセスを支持している。
安全保障理事会と総会は2016年、事務総長の選出プロセスをより透明で開かれたものにするための措置を講じた。モーエンス・リュッケトフト総会議長とサマンサ・パワー安保理議長は、加盟国に対し候補者を募る共同書簡を送った。候補者はテレビ討論会にも参加し、自分の目標についての質問に答えた。
しかし、安保理での1回目の事前投票は、事前投票を開始した1981年以降と同様に、非公開で行われた。総会議長には、事前投票が行われたことは知らされたが、投票結果は公表されなかった。リュッケトフト総会議長は、「加盟国の期待や、開放性と透明性という新しい基準に応えていない」と不満を漏らした。それ以降の事前投票も全て非公開で行われた。

## 候補者
10月5日の最終事前投票の時点では、10人の候補者がいた。ポルトガルの元首相で元国連難民高等弁務官のアントニオ・グテーレスは、6回の事前投票の全てでリードしていた。クロアチア議会副議長のベスナ・プシッチは、8月4日に行われた1回目の事前投票で、落胆票11票で最下位となり、立候補を辞退した。その後、8月24日にモンテネグロ外相のイゴル・ルクシッチが、9月12日にはクリスティアナ・フィゲレスが辞退した。9月28日にブルガリアのクリスタリナ・ゲオルギエヴァが立候補を表明した。ブルガリアは既にイリナ・ボコヴァを指名していたが、ブルガリアの首相はボコヴァの指名を取り下げてゲオルギエヴァを新たに指名した。しかし、辞退の決定は候補者のみが行うことができるため、ボコヴァは選挙戦の継続を選択し、ブルガリアの候補者は2名となった。

### 公式の候補者
| 公式の候補者 | 公式の候補者                 | 公式の候補者 | 公式の候補者                | 公式の候補者   | 公式の候補者                              | 公式の候補者                                        |
| 肖像         | 氏名                         | 経歴 | 指名国                      | 指名日         | 地域グループ                              | 推薦国                                              |
| ------------ | ---------------------------- | --- | --------------------------- | -------------- | ----------------------------------------- | --------------------------------------------------- |
|              | イリナ・ボコヴァ             | ブルガリア外務大臣代理 (1996–1997) UNESCO事務総長 (2009–)                                                        | ブルガリア （指名取り下げ） | 2016年2月11日  | 東ヨーロッパグループ (EEG)                |                                                     |
|              | ヘレン・クラーク             | ニュージーランド首相 (1999–2008) 国連開発計画代表 (2009–present)                                                 | ニュージーランド            | 2016年4月5日   | 西ヨーロッパ・その他グループ (WEOG)       |                                                     |
|              | クリスタリナ・ゲオルギエヴァ | 欧州委員会 国際協力・人道支援・危機対応担当委員 (2010–2014) 欧州委員会 予算・人的資源担当副委員長 (2014–present) | ブルガリア                  | 2016年9月28日  | 東ヨーロッパグループ (EEG)                |                                                     |
|              | ナタリア・ゲルマン           | モルドバ外務・欧州統合大臣 (2013–2016) モルドバ首相代理 (2015)                                                   | モルドバ                    | 2016年2月19日  | 東ヨーロッパグループ (EEG)                |                                                     |
|              | アントニオ・グテーレス       | ポルトガル首相 (1995–2002) 国連難民高等弁務官 (2005–2015)                                                        | ポルトガル                  | 2016年2月29日  | 西ヨーロッパ・その他グループ (WEOG)       | カーボベルデ · アンゴラ · フランス · 東ティモール · |
|              | ヴク・イェレミッチ           | セルビア外務大臣 (2007–2012) 国連総会議長 (2012–2013)                                                            | セルビア                    | 2016年4月12日  | 東ヨーロッパグループ (EEG)                |                                                     |
|              | スルジャン・ケリム           | マケドニア外務大臣 (2000–2001) 国連総会議長 (2007–2008)                                                          | 北マケドニア                | 2015年12月30日 | 東ヨーロッパグループ (EEG)                |                                                     |
|              | ミロスラヴ・ライチャーク     | ボスニア・ヘルツェゴビナ上級代表 (2007–2009) スロバキア外務大臣 (2009–2010; 2012–present)                        | スロバキア                  | 2016年5月25日  | 東ヨーロッパグループ (EEG)                |                                                     |
|              | スサナ・マルコラ             | 国連現地支援局長 (2008–2012) 国連事務局事務総長官房長 (2012–2015) アルゼンチン外務大臣 (2015–2017)               | アルゼンチン                | 2016年5月23日  | ラテンアメリカ・カリブ海グループ (GRULAC) |                                                     |
|              | ダニロ・テュルク             | スロベニア国連大使 (1991–2000) 国連政治局次長 (2000–2005) スロベニア大統領 (2007–2012)                           | スロベニア                  | 2016年2月9日   | 東ヨーロッパグループ (EEG)                |                                                     |

### 途中で辞退した候補者
| 途中で辞退した候補者 | 途中で辞退した候補者       | 途中で辞退した候補者                                             | 途中で辞退した候補者 | 途中で辞退した候補者 | 途中で辞退した候補者 | 途中で辞退した候補者                      |
| 肖像                 | 指名                       | 経歴                                                             | 指名国               | 指名日               | 辞退日               | 地域グループ                              |
| -------------------- | -------------------------- | ---------------------------------------------------------------- | -------------------- | -------------------- | -------------------- | ----------------------------------------- |
|                      | ベスナ・プシッチ           | クロアチア外務欧州大臣 (2011–2016)                               | クロアチア           | 2016年1月14日        | 2016年8月4日         | 東ヨーロッパグループ (EEG)                |
|                      | イゴル・ルクシッチ         | モンテネグロ首相 (2010–2012) モンテネグロ外務大臣 (2012–present) | モンテネグロ         | 2016年1月15日        | 2016年8月23日        | 東ヨーロッパグループ (EEG)                |
|                      | クリスティアナ・フィゲレス | 気候変動枠組条約事務局長 (2010–2016)                             | コスタリカ           | 2016年7月7日         | 2016年9月12日        | ラテンアメリカ・カリブ海グループ (GRULAC) |

### 指名を受けられなかった立候補者
2016年7月、ケビン・ラッド元オーストラリア首相（労働党所属）が、同年4月にオーストラリア政府（当時は自由党・国民党の保守連合政権）に事務総長への指名を依頼したことが明らかになった。7月28日に開催された閣議では、ラッドの適性について意見が分かれ、その上でマルコム・ターンブル首相は翌日、要請を断ることを決定した。オーストラリア政府による指名が立候補の必要条件とされていたため、ターンブル首相の決定によって、ラッドの立候補は実質的に終了した。ラッドは後に、これらの事実を認めた。

## 安保理での事前投票

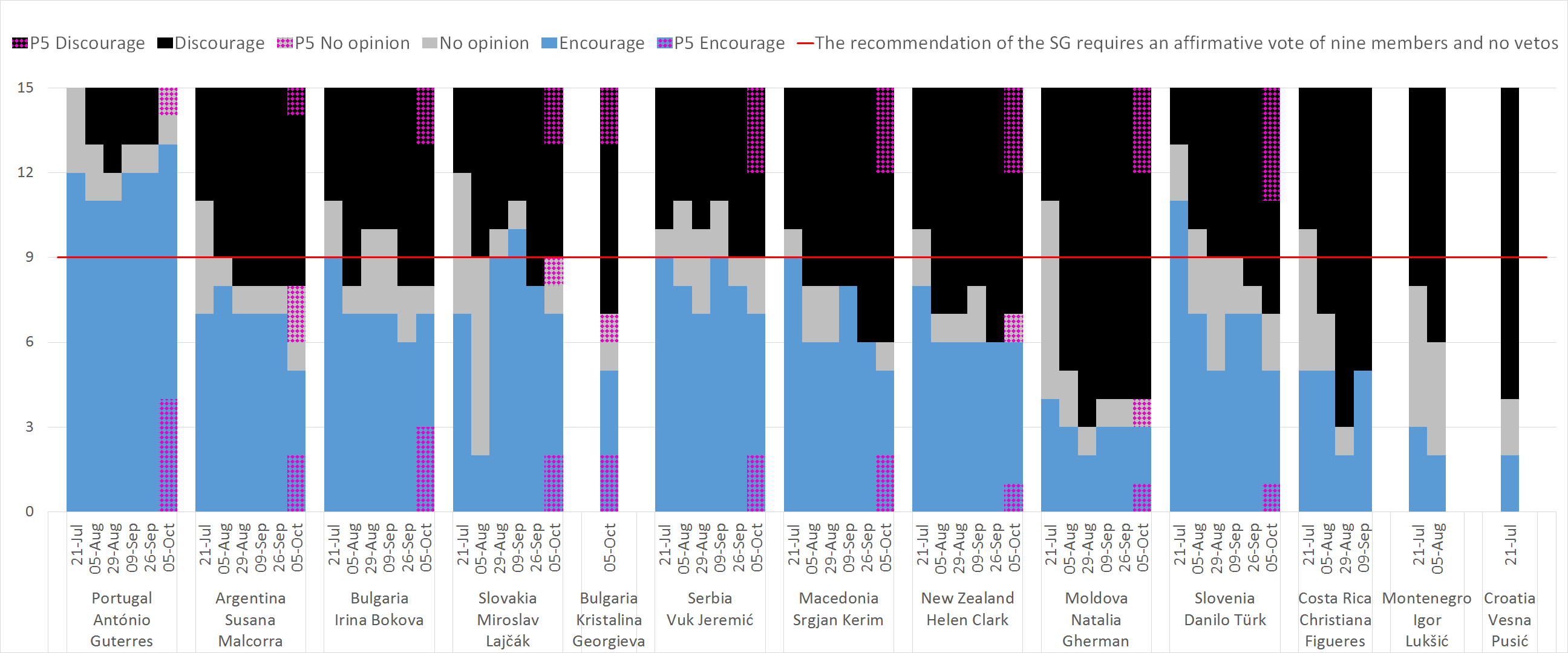
候補者ごとの各事前投票の結果

安全保障理事会は、協議室で6回の事前投票を行った。安保理理事国は、それぞれの候補者に対して"encouraged"（推奨）、"discouraged"（落胆）、"no opinion"（意見なし）のいずれかの票を投じるよう求められた。最初の5回の事前投票は、7月21日、8月5日、8月29日、9月9日、9月26日に行われた。
6回目の事前投票では、常任理事国5か国は赤い投票用紙で、非常任理事国は白い投票用紙で投票を行った。事前投票はいずれも無記名で行われるが、これにより、常任理事国のいずれかが落胆票を投じた（本投票で拒否権を行使する意思がある）ことがわかる。必要な9票の推奨票を獲得したのはアントニオ・グテーレスのみであり、また、常任理事国からの落胆票もなかったため、安全保障理事会はグテーレスを、総会に勧告する候補者と宣言した。
| 候補者                       | 7月21日 | 7月21日 | 7月21日 | 8月5日 | 8月5日 | 8月5日 | 8月29日 | 8月29日 | 8月29日 | 9月9日 | 9月9日 | 9月9日 | 9月26日 | 9月26日 | 9月26日 | 10月5日 | 10月5日 | 10月5日 | 最終投票 |
| 候補者                       | E       | D       | N       | E      | D      | N      | E       | D       | N       | E      | D      | N      | E       | D       | N       | E       | D       | N       | 最終投票 |
| ---------------------------- | ------- | ------- | ------- | ------ | ------ | ------ | ------- | ------- | ------- | ------ | ------ | ------ | ------- | ------- | ------- | ------- | ------- | ------- | -------- |
| イリナ・ボコヴァ             | 9       | 4       | 2       | 7      | 7      | 1      | 7       | 5       | 3       | 7      | 5      | 3      | 6       | 7       | 2       | 7 (3P)  | 7 (2P)  | 1       | 辞退     |
| ヘレン・クラーク             | 8       | 5       | 2       | 6      | 8      | 1      | 6       | 8       | 1       | 6      | 7      | 2      | 6       | 9       | 0       | 6 (1P)  | 8 (3P)  | 1 (1P)  | 辞退     |
| クリスティアナ・フィゲレス   | 5       | 5       | 5       | 5      | 8      | 2      | 2       | 12      | 1       | 5      | 10     | 0      | 辞退    | 辞退    | 辞退    | 辞退    | 辞退    | 辞退    | 辞退     |
| クリスタリナ・ゲオルギエヴァ | 未指名  | 未指名  | 未指名  | 未指名 | 未指名 | 未指名 | 未指名  | 未指名  | 未指名  | 未指名 | 未指名 | 未指名 | 未指名  | 未指名  | 未指名  | 5 (2P)  | 8 (2P)  | 2 (1P)  | 辞退     |
| ナタリア・ゲルマン           | 4       | 4       | 7       | 3      | 10     | 2      | 2       | 12      | 1       | 3      | 11     | 1      | 3       | 11      | 1       | 3 (1P)  | 11 (3P) | 1 (1P)  | 辞退     |
| アントニオ・グテーレス       | 12      | 0       | 3       | 11     | 2      | 2      | 11      | 3       | 1       | 12     | 2      | 1      | 12      | 2       | 1       | 13 (4P) | 0       | 2 (1P)  | 選出     |
| ヴク・イェレミッチ           | 9       | 5       | 1       | 8      | 4      | 3      | 7       | 5       | 3       | 9      | 4      | 2      | 8       | 6       | 1       | 7 (2P)  | 6 (3P)  | 2       | 辞退     |
| スルジャン・ケリム           | 9       | 5       | 1       | 6      | 7      | 2      | 6       | 7       | 2       | 8      | 7      | 0      | 6       | 9       | 0       | 5 (2P)  | 9 (3P)  | 1       | 辞退     |
| ミロスラヴ・ライチャーク     | 7       | 3       | 5       | 2      | 6      | 7      | 9       | 5       | 1       | 10     | 4      | 1      | 8       | 7       | 0       | 7 (2P)  | 6 (2P)  | 2 (1P)  | 辞退     |
| イゴル・ルクシッチ           | 3       | 7       | 5       | 2      | 9      | 4      | 辞退    | 辞退    | 辞退    | 辞退   | 辞退   | 辞退   | 辞退    | 辞退    | 辞退    | 辞退    | 辞退    | 辞退    | 辞退     |
| スサナ・マルコラ             | 7       | 4       | 4       | 8      | 6      | 1      | 7       | 7       | 1       | 7      | 7      | 1      | 7       | 7       | 1       | 5 (2P)  | 7 (1P)  | 3 (2P)  | 辞退     |
| ベスナ・プシッチ             | 2       | 11      | 2       | 辞退   | 辞退   | 辞退   | 辞退    | 辞退    | 辞退    | 辞退   | 辞退   | 辞退   | 辞退    | 辞退    | 辞退    | 辞退    | 辞退    | 辞退    | 辞退     |
| ダニロ・テュルク             | 11      | 2       | 2       | 7      | 5      | 3      | 5       | 6       | 4       | 7      | 6      | 2      | 7       | 7       | 1       | 5 (1P)  | 8 (4P)  | 2       | 辞退     |

|  | 拒否権を持つP5加盟国から少なくとも1つの推奨票を受けた候補者 |
|  | 拒否権を持つP5加盟国から少なくとも1つの落胆票を受けた候補者 |

## 正式な指名と任命
10月6日、安全保障理事会は、決議2311で、アントニオ・グテーレスを推薦することを満場一致で決議した。
10月13日、第71回国際連合総会は、安全保障理事会の推薦を満場一致で採択し、2017年1月1日からの5年間の任期でグテーレスを次期事務総長に正式に任命した。